# France Miniature
France Miniature est un parc de miniatures qui regroupe 117 monuments et sites français, reproduits à l'échelle 1/30e.
Situé à Élancourt, dans le département des Yvelines, il a ouvert ses portes en mai 1991.

## Concept
Le concept s'est inspiré du parc Madurodam qui représente les Pays-Bas en miniatures à La Haye.

## Historique
L’origine du parc est le fruit d'une collaboration entre Alain Pelras, ingénieur BTP passionné de trains miniatures, et Thierry Coltier, qui faisait des études sur les ouverture de parcs et sites de loisirs, lui aussi passionné de miniatures.
360 000 visiteurs arpentent le parc en 1991. Ils sont 299 800 en 1996.

## Description

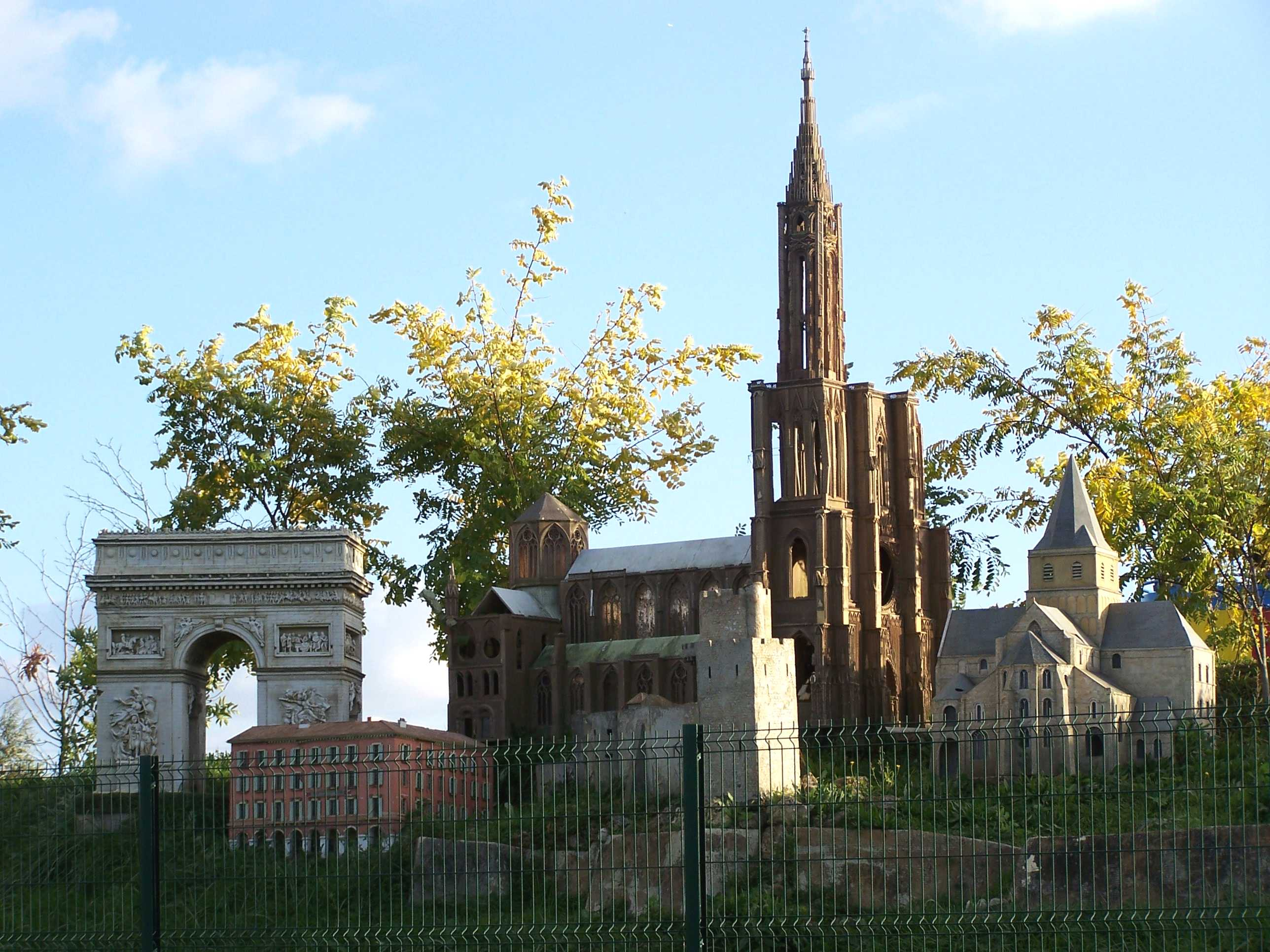
Quelques exemples visibles de l'extérieur du parc.

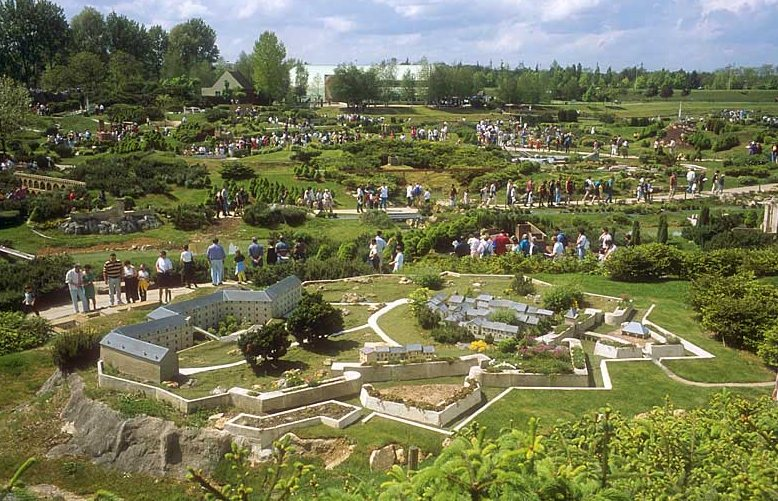
Vue d'ensemble du parc.

Le parc comprend 117 monuments et sites français, reproduits en miniature, à l'échelle 1/30e, sur un espace de cinq hectares aménagé en forme de carte de France avec des bassins aux emplacements des mers et océans qui bordent l'Hexagone ainsi que l'île de la Corse (dont la distance aux « côtes » ne respecte pas l'échelle).
Le domaine est sillonné par de nombreuses voies ferrées miniatures sur lesquelles circulent des trains composés de maquettes reproduisant des matériels SNCF (TGV, trains Corail, etc.).
Depuis 2004, une zone d'attractions en libre-service est réservée aux jeunes enfants. Les différentes activités ont été installées par la société allemande Heege Freizeittechnik. La conception de la zone et la scénographie sont de Jean-Marc Toussaint.

## Lieux représentés
La liste des monuments, constructions modernes et lieux reproduits dans le parc est reprise dans les tableaux suivants.